# Kunststofffolie
Kunststofffolie, umgangssprachlich auch Plastikfolie oder auch Polymerfolie oder auch nur Folie genannt, ist ein dünnes (typischerweise 2 µm bis 0,5 mm Wandstärke bzw. 0,5 µm bis ca. 1 mm dickes) Blatt aus mindestens einer Schicht Kunststoff, Zellulose oder Metall. Es wird zunächst in Endlosbahnen gefertigt, aufgerollt und später in passende Stücke geschnitten. Dünneres Material bezeichnet man als Membrane, dickeres Material, welches nicht aufgerollt werden kann, heißt dann Platte.

## Basismaterial
Kunststofffolien bestehen vielfach aus Polyolefinen wie Polyethylen (PE) hoher und niedriger Dichte oder Polypropylen (PP). Daneben eignen sich aber auch Polyvinylchlorid (PVC), Polystyrol (PS), verschiedene Polyester sowie Polycarbonat (PC). Dagegen wird Cellophan aus Cellulose (Verfahren analog zu Viskose, jedoch aus Schlitzdüsen) hergestellt, kann aber mit Kunststofffolie beschichtet sein. Auch andere bio-basierte Kunststoffe wie Polylactid (PLA), Celluloseacetat und Stärkeblends können zu Folien verarbeitet werden und werden entsprechend eingesetzt.
Für hochwertige Folien wird Polyethylenterephthalat (PET) eingesetzt.
Häufig werden auch Mehrschichtverbunde aus einer Kombination unterschiedlicher Kunststoffe hergestellt. Damit können bestimmte Eigenschaften, wie beispielsweise das Permeationsverhalten verbessert werden. Andererseits können dadurch Mülltrennung und Recycling erschwert werden.
Kunststofffolien sind eines der ersten Einsatzgebiete, in denen biobasierte Kunststoffe eine nennenswerte Rolle spielen. Ein Grund dafür sind geringere Entsorgungskosten, da zum Beispiel Lebensmittel-Verpackungen oder Mulchfolien kompostiert werden können.
Kunststoff-Folienkondensatoren und Batteriefolien, die in Batterien und Akkus thermischen und elektrischen Isolationsschutz bieten sollen, werden zum Beispiel aus Polycarbonat gefertigt.

## Eigenschaften
Hauptmerkmal von Kunststofffolien ist ihre Fähigkeit, an oder um Gegenstände gewickelt werden zu können und sich deren Form anzupassen. Typische Foliendicken liegen im Bereich unter 0,1 Millimeter. Als Elektroisolierfolien können sie fallweise auch nur 0,002 Millimeter dick sein. Die Reißfestigkeit beträgt je nach Material zwischen 20 und 300 N/mm², ist aber häufig längs und quer zur Extrusionsrichtung unterschiedlich. Die Reißdehnung kann leicht mehrere hundert Prozent erreichen.
Kunststofffolien können in vielen Farben eingefärbt, bei einigen Materialien aber auch völlig transparent eingestellt werden. In diesem Fall spricht man auch von Klarsichtfolie.
Sie sind zumeist elektrisch isolierend, werden aber insbesondere für die Verpackung von statisch empfindlichen Elektronikbauteilen durch Modifikatoren leitfähig eingestellt.
Die mechanische Belastbarkeit kann durch Armieren mit Glasfasern oder Einbringung eines Geflechtes erhöht werden. Ebenso erhöhen bestimmte Polymere oder Additive die thermische Belastbarkeit zum Beispiel bei Folien für Fotokopierer oder Laserdrucker.

## Herstellung

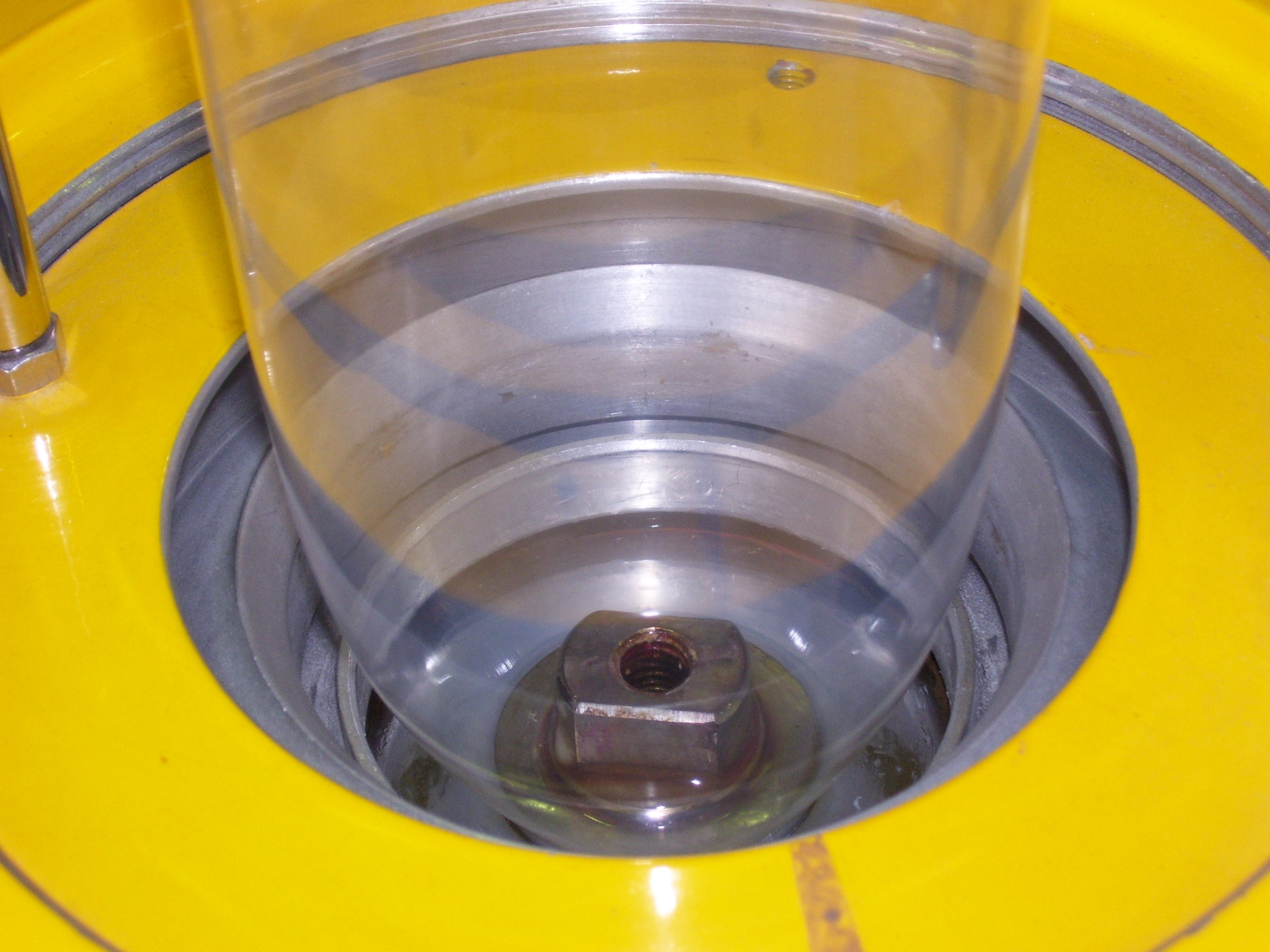
Blasformen einer Folie aus einem PLA-Blend

Kunststofffolien werden meist durch Extrusion hergestellt (siehe auch Coex-Folie). Daneben können sie aber auch durch Gießen, Kalandrieren oder Blasformen gefertigt werden.

## Verwendung
Kunststofffolien werden häufig als Verpackung verwendet, der Abdeckung von Baumaterial und der (meist vorläufigen) Verkleidung von Öffnungen. Andere Baufolien werden zur Isolation verschiedener Schichten verwendet. In der Geotechnik sind so genannte Geotextilien in Gebrauch, mit denen unterirdische Schichten gegeneinander isoliert werden oder – etwa bei Deponien – auch zum Sammeln der Deponiegase benutzt werden.
Kleberbeschichtete PVC-Folien werden für den Digitaldruck und als Schneidefolie verwendet. Sie werden als Rollenware vertrieben und werden in der Werbetechnik zur Herstellung von Beschilderungen, Beschriftungen im Außenbereich, Fahrzeugvollverklebungen und als Oberflächenschutz eingesetzt.
Spezielle, atmungsaktive, selbstklebende Folien kommen als Wundverband im Rahmen der feuchten Wundbehandlung zum Einsatz.
Durchsichtige Folien (Klarsichtfolien) dienen als Trägermaterial von beschreibbaren Overheadfolien für Tageslichtprojektoren oder für die lichtempfindliche Schicht von Filmen.
Folien werden ebenso in der Landwirtschaft verwendet (Folienkultur, Mulchfolien etc.).

### Produkte aus Kunststofffolie
| - Adhäsionsfolie - BOPP-Folie - Dampfbremse - Dehnfolie - Demetallisierte Folie - Displayschutzfolie - Beschriftungsfolie | - Frischhaltefolie - Klebeband - Kunststoff-Folienkondensator - Metallisierte Folie - Möbelfolie - Overheadfolie - Parafilm - Prospekthülle | - Plastiktüte - Luftpolsterfolie - Sonnenschutzfolie - Ganzreklame - Teichfolie |